# Scopelarchus
Scopelarchus es un género de peces de la familia Scopelarchidae, del orden Aulopiformes. Este género marino fue descrito científicamente en 1896 por Alfred William Alcock.

## Especies
Especies reconocidas del género:
- Scopelarchus analis (A. B. Brauer, 1902)
- Scopelarchus guentheri Alcock, 1896
- Scopelarchus michaelsarsi Koefoed, 1955
- Scopelarchus stephensi R. K. Johnson, 1974